# Krajská hvězdárna a planetárium Maximiliána Hella v Žiaru nad Hronom
Krajská hvězdárna a planetárium Maxmiliána Hella v Žiaru nad Hronom na Slovensku, je kulturně-výchovné zařízení sestávající z astronomické observatoře a planetária. Jeho úkolem je zpřístupňovat a rozšiřovat informace o astronomii a příbuzných přírodovědeckých tématech mezi laickou veřejností, především mezi dětmi a mládeží. K jeho organizačním součástem patří Hvězdárna v Banské Bystrici a Hvězdárna v Rimavské Sobotě.
Planetárium se nachází pod kupolí o průměru 10 metrů, v jejímž centru je optomechanický přístroj Zeiss Klein Planetarium 2P. Ten je doplněn dalšími zařízeními a projektory. Centrální přístroj simuluje celou hvězdnou oblohu viditelnou pouhým okem a promítá na ni i některá tělesa Sluneční soustavy. Hvězdárna obsahuje jako svůj hlavní přístroj zrcadlový dalekohled Maksutov-Cassegrain TEC s průměrem zrcadla 202 mm a ohniskovou vzdáleností 2200 mm. Kromě toho obsahuje i dalekohled LUNT s průměrem objektivu 60 mm a ohniskovou vzdáleností 600 mm k pozorování sluneční chromosféry. Oba dalekohledy jsou osazeny na společné montáži Losmandy HGM Titan 50: 1. Budova kromě toho obsahuje i několik sálů - přednáškový, SCI-FI sál a UFO sál - v nichž jsou další zařízení a materiál sloužící k demonstraci jevů probíhajících ve vesmíru. Pozorování lze provádět i z dvojice teras. Jedna z nich, zvaná solární terasa, obsahuje solární panely k demonstraci využití solární energie, a několik slunečních hodin.
Většinu návštěvníků tvoří školní exkurze. Každý páteční večer, s výjimkou státních svátků a technické odstávky, je planetárium otevřeno i veřejnosti. Přes prázdniny je planetárium pro dětskou veřejnost otevřeno i ve středu odpoledne. Hlavní náplní jsou odborně-popularizační programy. Kromě nich se promítají i hudební, relaxační nebo cestopisné programy.
Dnešní planetárium má původ v Okresní hvězdárně fungující v Žiaru nad Hronom od roku 1973. K jejímu přejmenování na současný název Hvězdárna Maxmiliána Hella došlo v roce 1990 u příležitosti 270. výročí narození významného astronoma 18. století — Maxmiliana Hella. V roce 1996 se organizace přesunula do nové budovy, ve které sídlí dodnes. Kompetence krajské hvězdárny byly na organizaci přesunuty v roce 2005, kdy byla přejmenovala na Krajskou hvězdárnu a planetárium Maxmiliána Hella v Žiaru nad Hronom. Od roku 2012 je jejím ředitelem RNDr. Peter Augustín. Původní pozorovatelna již není veřejnosti přístupná.

## Galerie

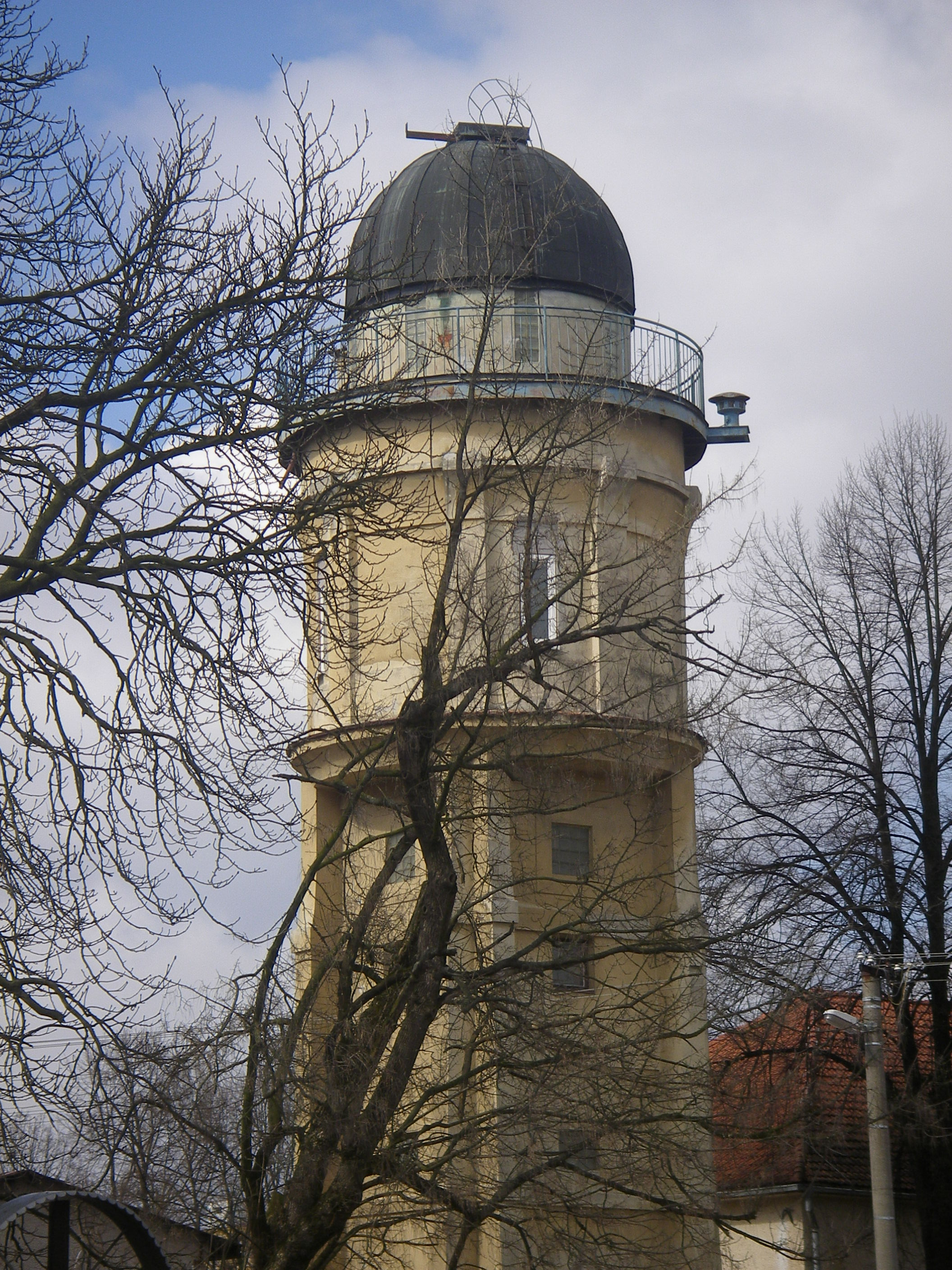
Stará hvězdárna, předtím hasičská vodárna
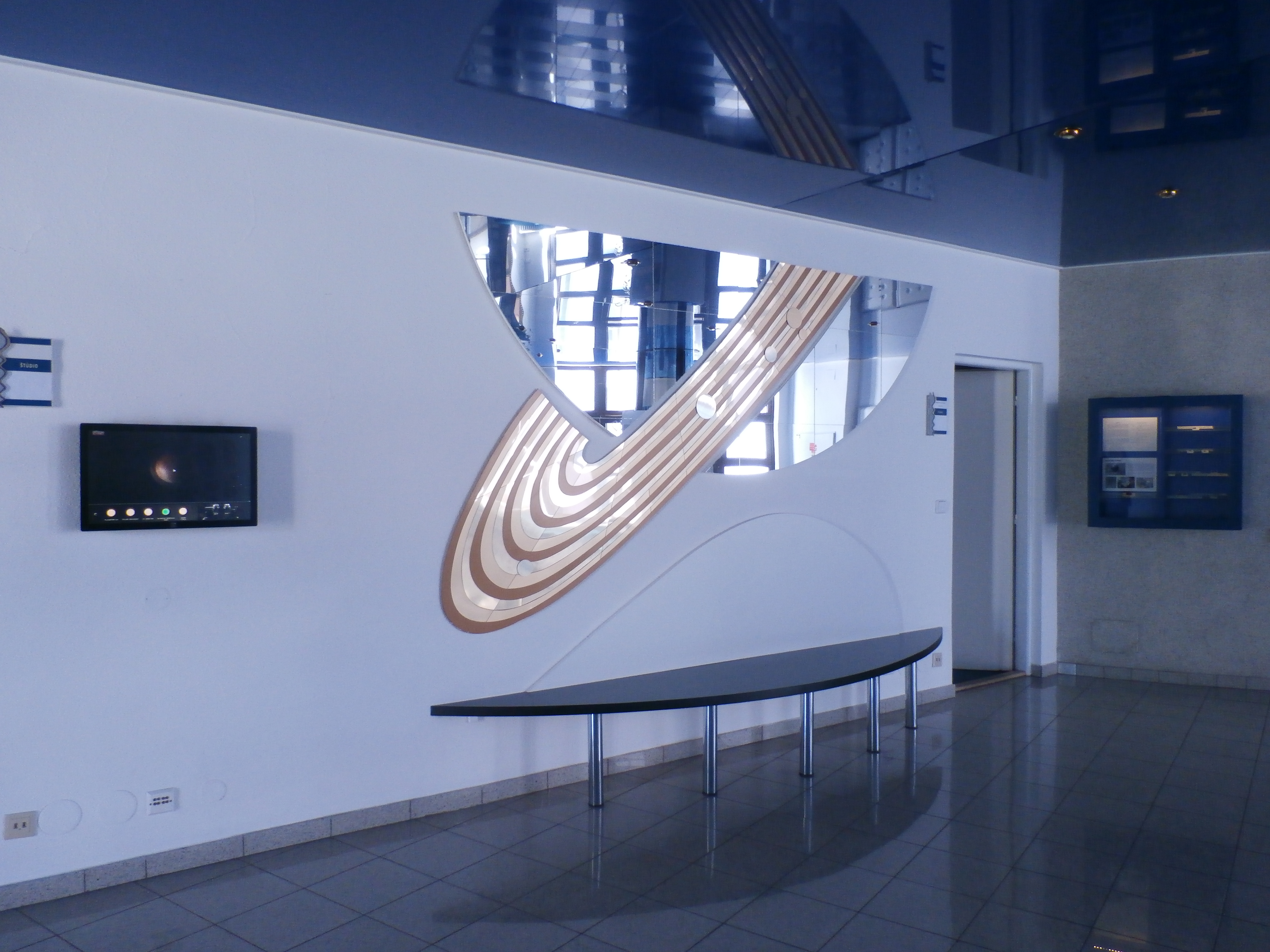
Interiér nové budovy, první poschodí, veřejně přístupné prostory
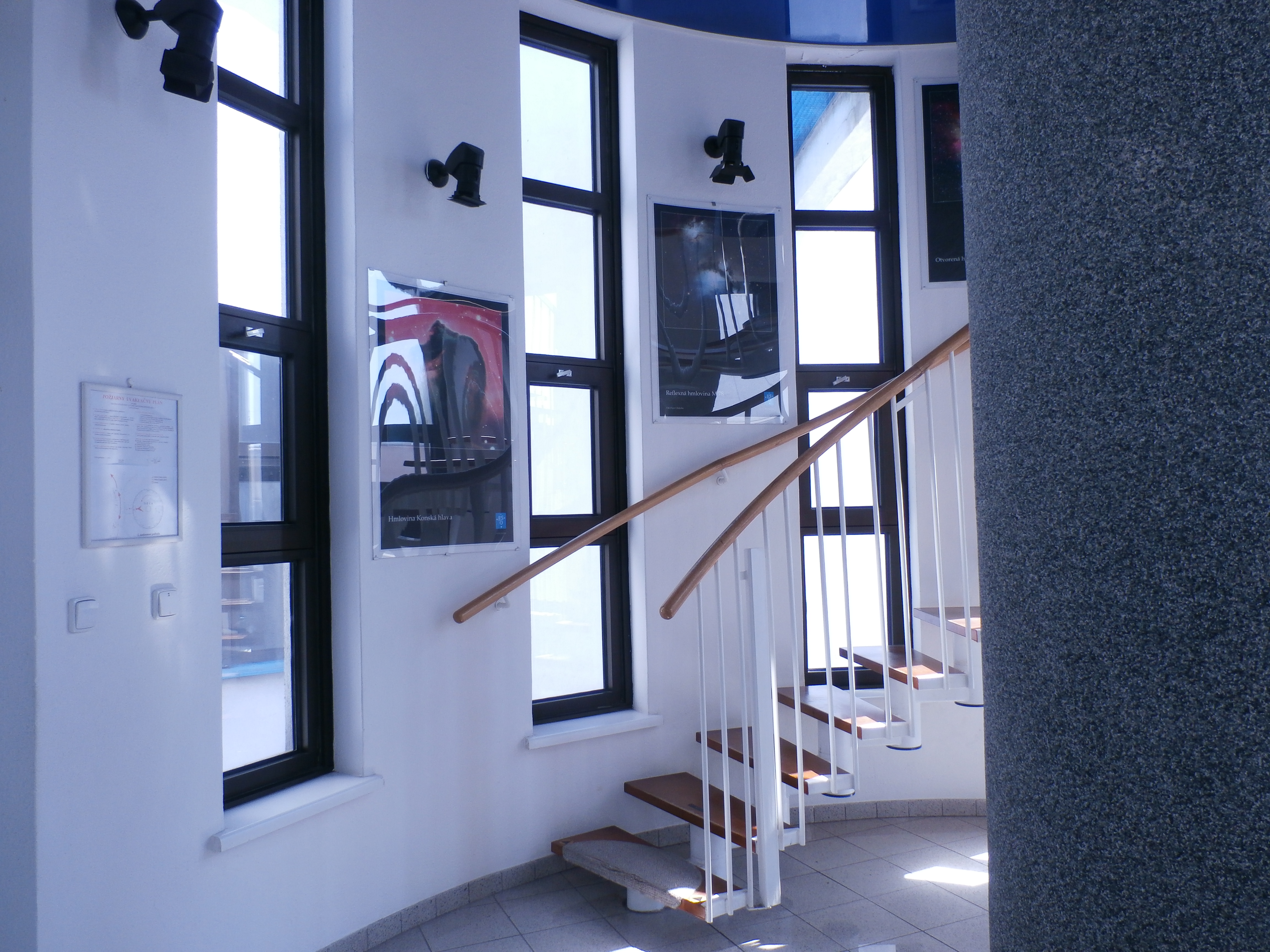
Schody do kupole pozorovatelny